# Trzon (skała)

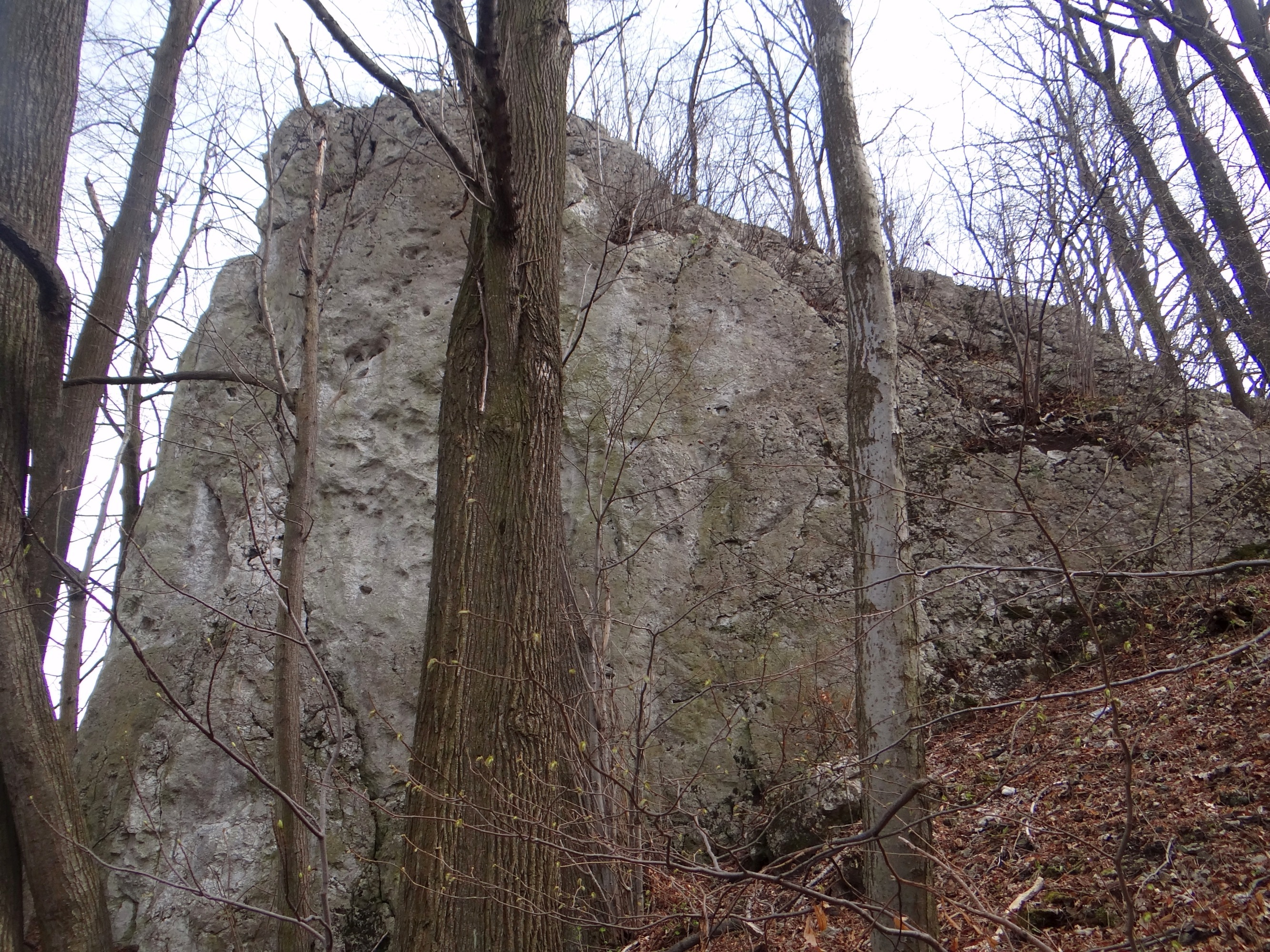
Ściana zachodnia

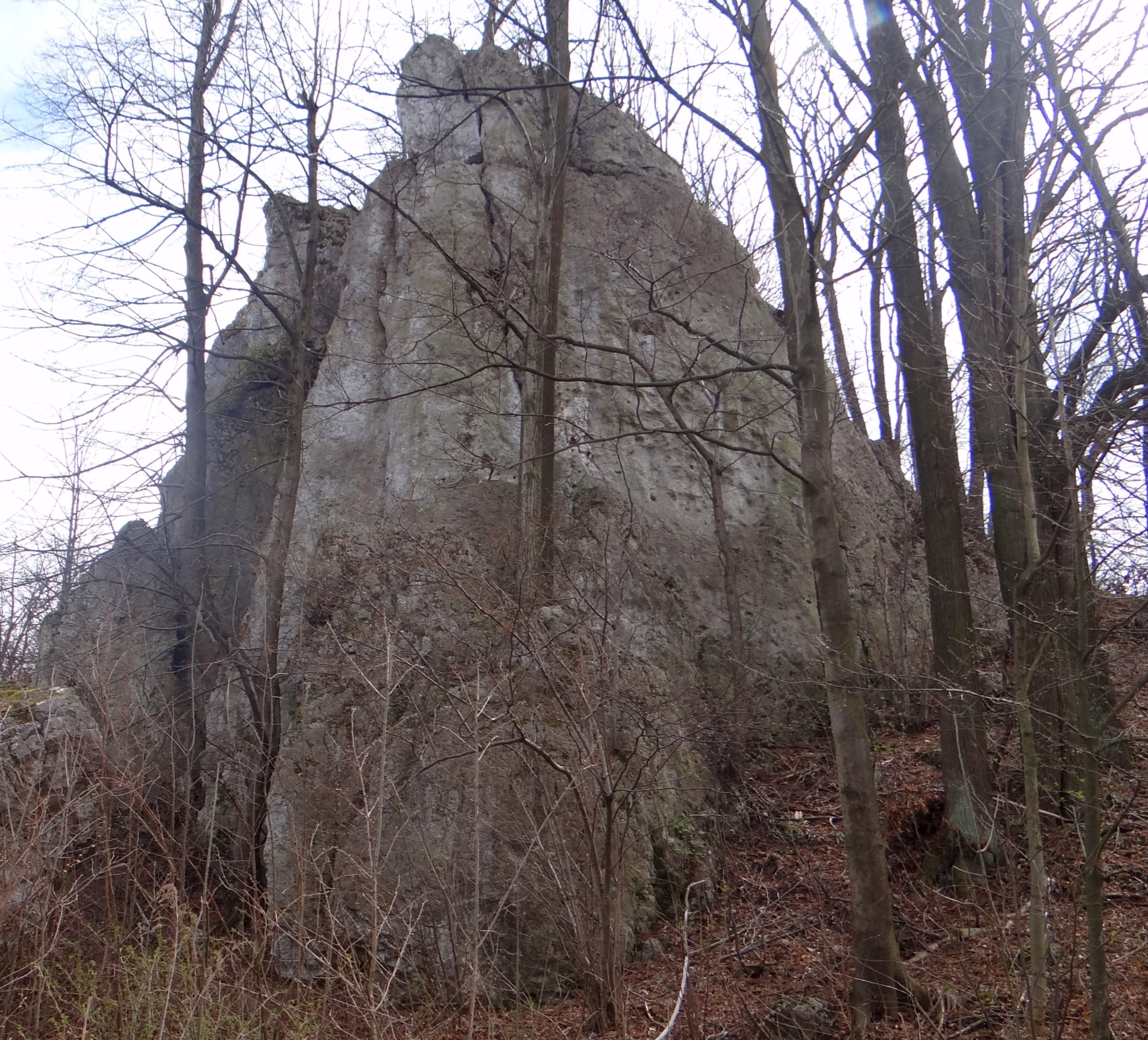
Ściana północno-zachodnia

Trzon – skała na Wyżynie Olkuskiej (część Wyżyny Krakowsko-Częstochowskiej), w miejscowości Sułoszowa w województwie małopolskim, w powiecie krakowskim, w gminie Sułoszowa. Skała znajduje się w górnej części orograficznie prawego zbocza Dolinki za Piekarnią, tuż za budynkiem prywatnego gospodarstwa. W krzaczastych zaroślach po południowo-zachodniej stronie zabudowań tego gospodarstwa są 3 skały: Trzon, Kieł i Plomba.

## Drogi wspinaczkowe
Trzon to zbudowana z wapieni skała o wysokości 12 m o ścianach połogich lub pionowych z filarem, kominem i zacięciem. Uprawiana jest na niej wspinaczka skalna. Jest 12 dróg wspinaczkowych o trudności od IV+ do VI.1+ w skali polskiej. Większość z nich ma zamontowane stałe punkty asekuracyjne; ringi (r) i stanowiska zjazdowe (st) lub dwa ringi zjazdowe (drz). Mają wystawę północno-zachodnią, północną lub północno-wschodnią i długość do 16 m.

Trzon I
1. Poza las; 5r + st, VI.1+, 16 m
2. Zacięcie Agaty; 6r + st, VI+, 16 m
3. Wariant dla Waldka; 6r + st, VI.1, 16 m
4. Filarek z zacięciem; 7r + st, VI.1+, 16 m
5. Tatrzańska z lipą; 1r + st, VI, 16 m
6. Mech ci w oko; 6r + st, VI-, 16 m

Trzon II
1. Błędny filarek; 5r + drz, VI+, 14 m
2. Wariant ze zchodkami; 5r + drz, VI.1, 14 m
3. Rysa Żmija; 5r + drz, VI.1, 14 m

Trzon III
1. Próchnica wprost; V, 14 m
2. Próchnica; IV+, 14 m
3. Urlopowa; 5r + drz, VI.1+, 14 m[3].